# 史蒂夫·蒂蒙斯
史蒂夫·蒂蒙斯（英語：Steve Timmons，1958年11月29日—），美国男子排球运动员。他曾代表美国国家队参加1984年、1988年和1992年夏季奥林匹克运动会排球比赛，获得二枚金牌和一枚铜牌。